# Dectocraspedon obtusalis
Dectocraspedon obtusalis là một loài bướm đêm trong họ Noctuidae.